# Dolberg (Ahlen)

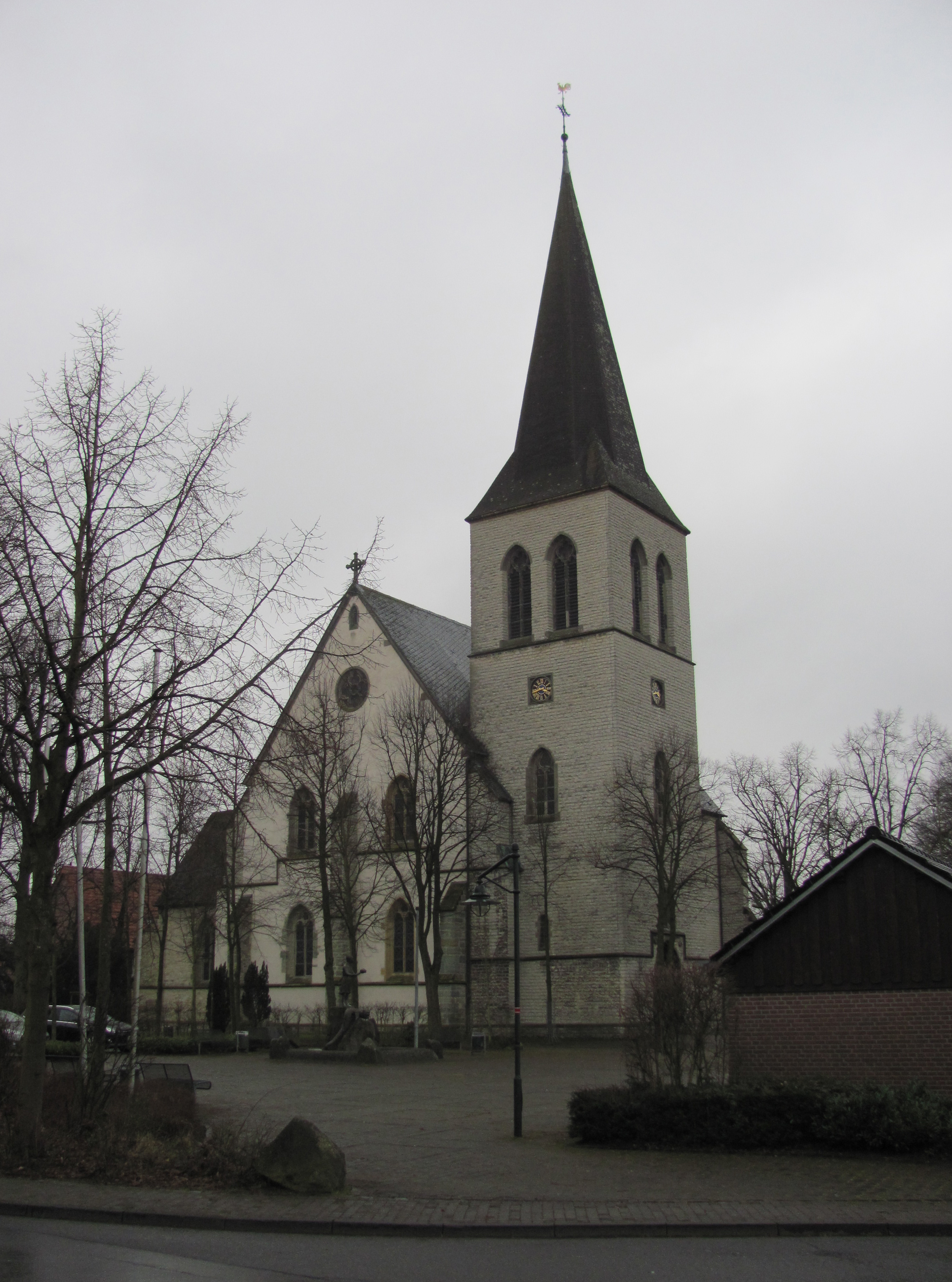
St. Lambertus

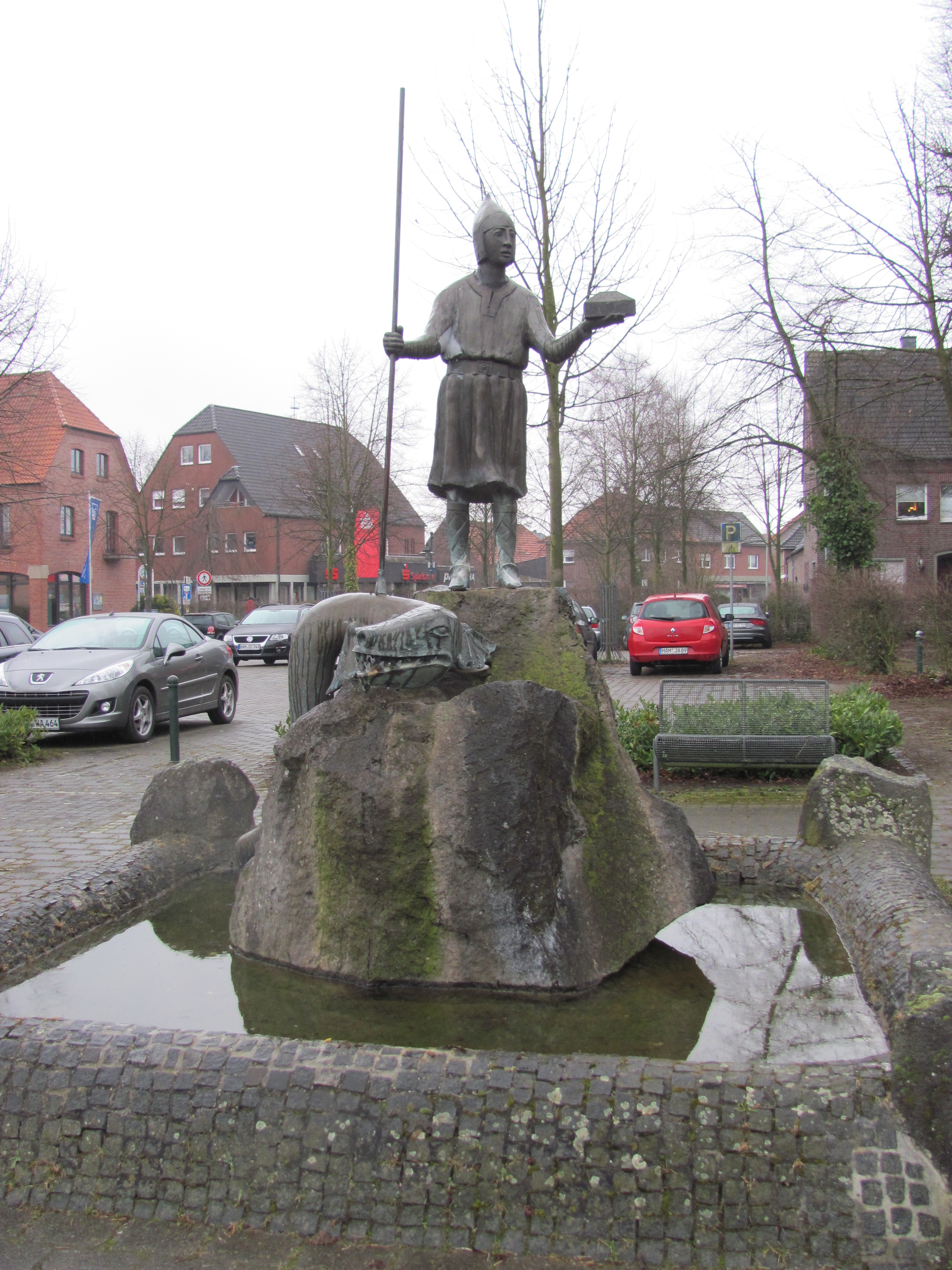
Dorfbrunnen mit Thuleberh-Statue

Dolberg ist der südlichste Stadtteil von Ahlen (Westfalen) am nördlichen Ufer der Lippe gelegen. Dolberg grenzt im Westen und Süden an Hamm sowie im Osten an Beckum und Lippetal. Von der BAB A2 über die Ausfahrt Hamm-Uentrop sind es etwa 5 km zum Ortskern, durch den die ehemalige B61 führt.
Das Dorf hat nach Angaben aus dem Dezember 2022 3646 Einwohner, was 7,5 % der Gesamtbevölkerung von Ahlen entspricht. Dolberg erstreckt sich über eine Fläche von 21,9 km².

## Geographie
Vier Bauerschaften gehören zu Dolberg:
- Gemmerich
- Guissen
- Henneberg
- Ostdolberg

## Geschichte
Der Ort Dolberg wurde im Jahr 955 in einer Urkunde Kaiser Ottos I. erstmals urkundlich erwähnt. Die Königsurkunde trägt den Titel Curtis Thuliberh (vgl. Wallgärtner 1996).
Die erste Erwähnung der Dolberger Kirche stammt aus dem Jahr 1193. Als Erbauer und somit Pfarrei-Gründer gilt Werinher von Thuleberge, Blutsverwandter des Bischofs Werinher von Münster. Der Name Thuliberh gilt als Urfassung des heutigen Begriffs Dolberg.
Dolberg war eine eigenständige Gemeinde, bis sie am 1. Juli 1969 im Zuge der Gebietsreform in die Stadt Ahlen eingemeindet wurde.

## Politik

### Wappen
Blasonierung: „In Gold (Gelb) ein roter doppelt gezinnter Kranz.“
Besser wäre: "In Gold ein roter Wechselzinneninnenbord".
aus: Urkunde des Innenministers NW vom 8. Juli 1966
Begründung: Es handelt sich um das Siegel des mittelalterlichen Edelherrengeschlechts von Dolberg, das in den Farben Rot und Gold angelegt wurde, um die Zugehörigkeit der Gemeinde zum alten Hochstift Münster zum Ausdruck zu bringen.
aus: Staatsarchiv Münster vom 28. März 1966

## Industrie und Handwerk
In Dolberg existieren ein Bootsbaubetrieb sowie eine Trailerfabrikation. Zudem gibt es eine Tischlerei, einen Comicbuchladen und zwei Gartenlandschaftsbaubetriebe.

## Sport
Der mit Abstand größte Sportverein des Dorfes ist der SV Eintracht Dolberg mit Abteilungen für Handball, Fußball, Volleyball, Tischtennis und Tennis. Die Handballmannschaft des Vereins spielt in der Landesliga. Der TC Dolberg spielt Tennis. Der VfL Gemmerich spielt in einer Betriebssport-Liga Fußball und hat zudem eine Mannschaft für Kleinkaliberschießen.

## Kultur
Mit dem Grundschulrektor Heinz Loermann hatte das Dorf einen Heimatdichter. Dieser war ferner von 1962 bis 1975 als Kreisbereitschaftsführer des DRK-Kreisverbandes Beckum sowie als Bezirksbereitschaftsführer im DRK-Landesverband Westfalen-Lippe tätig.